# Die geheimnisvolle Minusch (Film)
Die geheimnisvolle Minusch (nach dem gleichnamigen Roman von Annie M. G. Schmidt) ist ein niederländischer Kinderfilm von Vincent Bal mit Carice van Houten und Theo Maassen in den Hauptrollen. Der Film startete am 8. August 2002 in den deutschen Kinos.

## Handlung
Der freundliche aber schüchterne Journalist Tibbe de Vries arbeitet bei der Zeitung der kleinen niederländischen Gemeinde Killendoorn. Tibbe gelingt es nicht, interessante und berichtenswerte Geschichten in Killendoorn aufzuspüren. Seine Chefredakteurin Pia Bongers setzt ihm schließlich die Pistole auf die Brust: wenn er keine interessanten Storys für die Zeitung liefert, dann wird er seinen Job verlieren.
Deprimiert sieht er auf dem Marktplatz plötzlich, wie eine junge Frau auf einem Baum sitzt und von einem Hund bedrängt wird. Nachdem die Besitzerin mit ihrem Hund weggegangen ist, überzeugt Tibbe die junge Frau, die offenbar Höhenangst hat, ihm in die Arme zu springen. Dies misslingt, aber die junge Frau landet geschickt auf allen Vieren auf dem Pflaster. Noch bevor Tibbe seine Chance ergreifen und ein Interview mit ihr führen kann, ist die junge Frau verschwunden.
Traurig geht Tibbe nach Hause. Er wohnt in einer kleinen Dachgeschosswohnung als Mieter der Familie van Dam. Mit Bibi, der Tochter, ist Tibbe gut befreundet, und das Mädchen besucht ihn oft, um ihm von ihrem Schultag zu berichten.
Die junge Frau läuft nachts über die Dächer der Stadt und wendet sich hilfesuchend an ihre Tante Mohrchen, eine weiße Katze. Dieser offenbart sie sich als „die Katze Minusch aus der Emmastraat“ und dass sie sich von ihrer ursprünglichen Erscheinung als Katze in die einer Frau verwandelt habe. Angezogen vom Geruch gebratenen Fischs, schlüpft Minusch durch Tibbes Dachfenster, wo sich diese kennenlernen. Tibbe erfährt, dass Minusch Neuigkeiten von Katzen erhält, was dieser zunächst für Unsinn hält. Als Minusch Tibbe verkündet, sie habe interessante Neuigkeiten, erlaubt er ihr zu bleiben. Als sie ihm berichtet, dass Frau Pastor, die Katze des Pastors, auf dem Friedhof einen Topf voller wertvoller alter Goldmünzen gefunden habe, gelingt Tibbe ein erster Erfolg als Journalist.
In der Hoffnung, weitere Neuigkeiten von der seltsamen jungen Frau zu erhalten, muss Tibbe feststellen, dass diese aus seiner Wohnung verschwunden ist. Minusch wird auf den Dächern schließlich von den Katzen Kratzbürste, Frau Pastor, Casanova, Sumo und Einstein gestellt. Diese glauben zunächst nicht, dass es sich bei der Frau um Minusch handelt, bis sie sich kätzisch verhält und mit den anderen den „großen Miau-Miau-Song“ singt. Kratzbürste warnt Minusch davor, zu viel Zeit mit den Menschen zu verbringen und bietet ihr an, sie könne bei ihr im verrosteten Wohnwagen in Ruhe wieder Katze werden.
Als Minusch jedoch Tibbe nach sich rufen hört, läuft sie begeistert zu ihm. Es beginnt eine fruchtbare Zusammenarbeit des Journalisten und der verwandelten Katze. Für Kost und Logis liefert Minusch als so genannte „Katzenpresseagentur“ über ihre Katzenfreunde interessante Neuigkeiten aus Killendoorn, was Tibbe in seiner Karriere weiter voranbringt. Minusch schließt auch Freundschaft mit Bibi. Als überraschend Tibbes Vermieterin vorbeikommt, erschrickt sich Minusch, die in einem Pappkarton hinter der Wohnungstür schläft und droht Frau Van Dam zu kratzen, was Tibbe verhindert, indem er sich zwischen die beiden stellt. Daraufhin fordert Tibbe Minusch auf, sich mehr wie ein Mensch zu verhalten und mehr vor die Tür zu gehen, was Minusch mehr oder weniger gut gelingt.
Eines nachts bekommen die Katzen der Gemeinde mit, wie ein dunkler Lieferwagen mit ausgeschalteten Scheinwerfern durch Killendoorn fährt und mit dem Verkaufswagen von Harry, dem Fischverkäufer kollidiert. Der Fahrer begeht in seinem Wagen Fahrerflucht. Tibbe und Minusch eilen zum Unfallort, wo sie den bewusstlosen Harry in seinem umgestürzten Verkaufswagen vorfinden. Minusch bezeichnet den dunklen Lieferwagen als „das große Nachtauto“, das schon mehrfach nachts gesehen wurde. Die Katzen sind überzeugt, dass der Wagen Herr Ellemeet gehört, dem Wohltäter der Stadt und Inhaber der lokalen Deodorantfabrik. Während Bibi und Minusch Tibbe zu überzeugen versuchen, dass Herr Ellemeet nichts Gutes im Schilde führt, ist sich Tibbe nicht sicher. Erst nachdem Herr Ellemeet Kratzbürste an ihrer Pfote verletzt und ihre Jungen im Müllcontainer zu entsorgen versucht, ist Tibbe davon überzeugt, dass Herr Ellemeet nicht so freundlich ist, wie er tut. Wütend schreibt Tibbe daraufhin einen Zeitungsartikel, in welchem er Herrn Ellemeet als Übeltäter und extrem gefährlich darstellt. Tibbe droht daraufhin, aufgrund von unbewiesenen Verleumdungen seine Arbeit zu verlieren, wenn er keine Richtigstellung schreibt. Tibbe weigert sich und verliert seinen Job.
Minusch und Bibi planen, Herrn Ellemeet in aller Öffentlichkeit bloß zu stellen. Die Katzen verfolgen Herrn Ellemeet auf Schritt und Tritt und reizen ihn mit ihrer Anwesenheit so lange, bis er gegenüber den Tieren gewalttätig wird und sogar mit einem Gewehr auf sie zielt. Zum Schluss provoziert Bibi Herrn Ellemeet zusätzlich, bis dieser ihr eine Ohrfeige gibt. All das wurde von Minusch und Bibi auf Video aufgenommen. Auf der öffentlichen Präsentation zur Erweiterung der Deodorantfabrik, manipuliert Bibi die Videopräsentation, sodass ihr Video von Herrn Ellemeet und den Katzen abgespielt wird. Die Bürgerinnen und Bürger sind entsetzt vom Verhalten ihres Wohltäters und folgen Tibbe zur Fabrik, wo sie den dunklen Lieferwagen finden. Diesen nutzte Ellemeet, um heimlich gefährliche Hormone nachts durch die Stadt und in seine Fabrik zu schmuggeln. Diese Hormone hatte auch Minusch als Katze konsumiert, nachdem eines der Fässer vom Lastwagen gefallen war. Tibbes Ansehen ist wieder hergestellt.
Währenddessen folgt Minusch dem Rat ihrer Tante und geht zu ihrer Schwester, die behauptet, wenn sie einen Dompfaff essen würde, würde sie wieder zur Katze. Als sie die Gelegenheit erhält, kratzt sie jedoch ihre Schwester und der Dompfaff entkommt. Sie berichtet daraufhin, plötzlich Mitgefühl mit dem Vogel gehabt zu haben. Minuschs Schwester wendet sich angewidert ab und stellt fest, dass sie wirklich ein Mensch sei. Tibbe und Bibi suchen nach Minusch und treffen auf Minuschs Schwester, die sie für die zurückverwandelte Minusch halten. In der Annahme, sie hätten Minusch jetzt verloren, sitzen Tibbe und Bibi traurig in der Wohnung des Journalisten. Minusch kommt daraufhin durch das Dachfenster in die Wohnung. Tibbe und Minusch stellen fest, dass sie mehr als nur die „Katzenpresseagentur“ verbindet und heiraten schließlich.

## Produktion

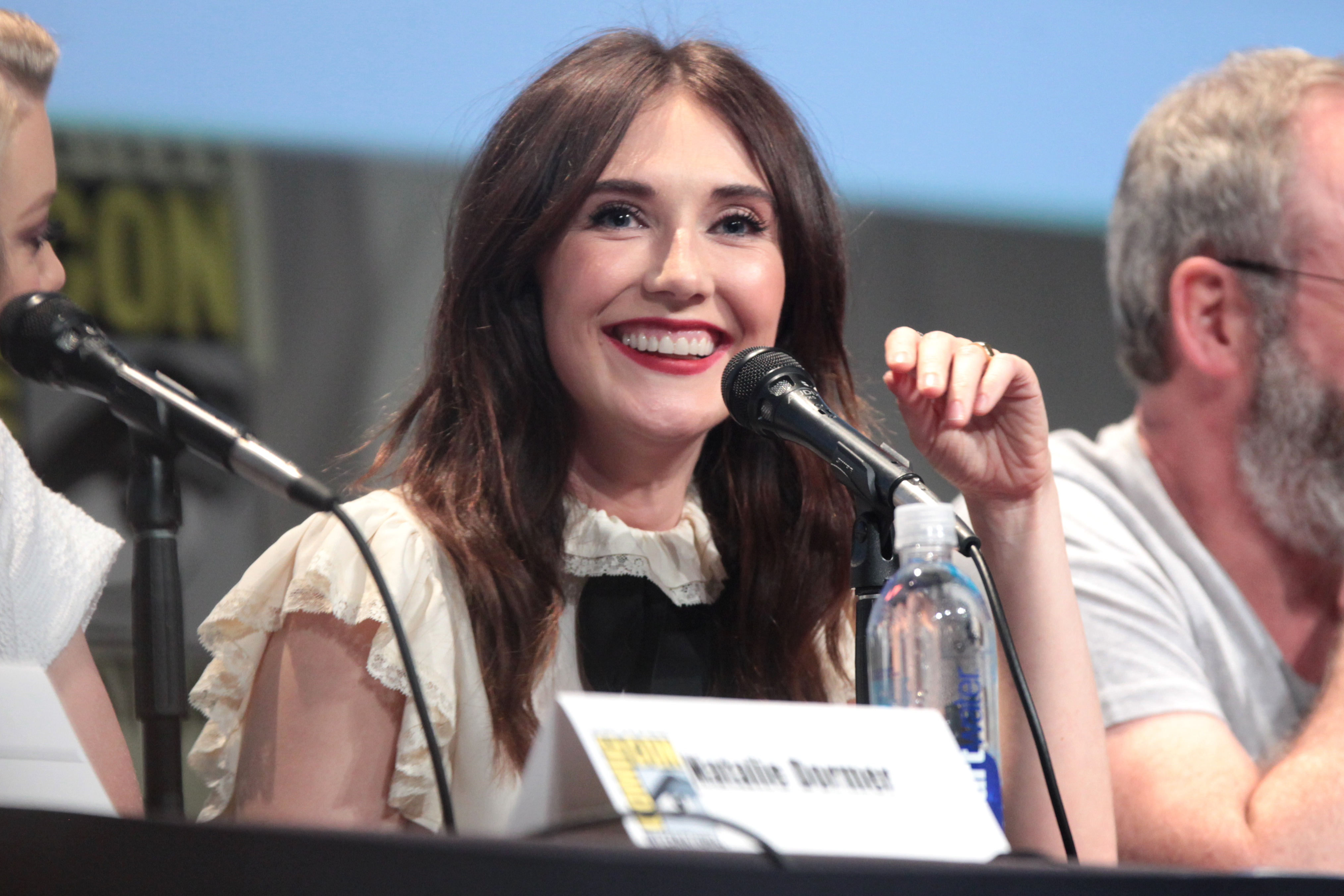
Die Schauspielerin Carice van Houten auf der San Diego Comic Con (2015).

Der Film war eine der ersten größeren Filmproduktionen für die damals 24-jährige niederländische Schauspielerin Carice van Houten. Da diese jedoch unter einer Katzenallergie leidet, was erst während des Drehs bekannt wurde, musste sie für die Arbeit regelmäßig Allergietabletten nehmen.
Ein Großteil der Außenaufnahmen wurden in den niederländischen Städten Utrecht, Hilversum, Schiedam, Rotterdam, Alkmaar und Amersfoort gedreht. Die weiteren Aufnahmen (u. a. Dächer und Innenräume) wurden in einem Studio in Amsterdam gedreht. Bei den Katzen handelte sich um Filmtiere, deren Mäuler in der Postproduktion digital nachgebildet und passend zum Text der Schauspieler animiert wurden. Der Film hatte ein Budget von rund 18 Millionen Niederländische Gulden (etwa 9 Millionen Euro).
Der Regisseur Siem Stevens veröffentlichte am 6. Dezember 2001 die Fernsehdokumentation The Making Of Minoes, in welcher über die Dreharbeiten berichtet wurde.
Neben den jazzigen Tracks Peter Vermeerschs, ist im Abspann das Lied Nooit Meer Bang des niederländischen Singer-Songwriters Abel zu hören. Für eine Partyszene ist das Lied Tequila der Band The Champs zu hören und bei der Hochzeit von Minusch und Tibbe das französische Lied Le petit coup de chance von Annie Cordy und Bourvil. Carice van Houtens Schwester Jelka van Houten steuerte das Lied Is er weer eens wat (Deutsch: Is' mal wieder was) für den Film bei.
In den Niederlanden startete der Film erfolgreicher als der ebenfalls im Dezember 2001 in den niederländischen Kinos angelaufene Film Harry Potter und der Stein der Weisen. Der Film startete deutschlandweit am 8. August 2002 in 80 Kinos und stellte damit einen Rekord betreffend niederländische Filme auf.

## Deutsche Synchronfassung
| Rolle                      | Schauspieler       | Deutscher Synchronsprecher |
| -------------------------- | ------------------ | -------------------------- |
| Minusch                    | Carice van Houten  | Uta Kienemann-Zaradic      |
| Tibbe                      | Theo Maassen       | Claus-Peter Damitz         |
| Herr Ellemeet              | Pierre Bokma       | Hans-Georg Panczak         |
| Frau Ellemeet              | Marisa van Eyle    | Helga Trümper              |
| Bibi                       | Sarah Bannier      | Marcia von Rebay           |
| Bürgermeister Van Weezel   | Jack Wouterse      | Achim Geisler              |
| Harry, der Heringsmann     | Hans Kesting       | Pierre Franckh             |
| Frau van Dam               | Olga Zuiderhoek    | Eva Maria Bayerwaltes      |
| Herr van Dam               | Kees Hulst         | Andreas Seyferth           |
| Herr Pastor                | Wim van den Heuvel | Karl-Heinz Krolzyk         |
| Sjoerd de Wit              | Bas Teeken         | Frank Schaff               |
| Pia Bongers                | Lineke Rijxman     | Bettina Redlich            |
| Frau Pastor (Katze)        | Paul Haenen        | Ursula Mellin              |
| Einstein (Katze)           | Wim T. Schippers   | Michael Habeck             |
| Kratzbürste (Katze)        | Annet Malherbe     | Elisabeth Günther          |
| Minuschs Schwester (Katze) | Katja Schuurman    | Petra Einhoff              |
| Sumo (Katze)               | Frits Lambrechts   | Gerd Potyka                |
| Tante Mohrchen (Katze)     | Loes Luca          | Dagmar Heller              |
| Casanova (Katze)           | Hans Teeuwen       | Philipp Moog               |

## Kritiken
„„Die geheimnisvolle Minusch“ bietet alles, was einen guten Krimi ausmacht: Eine packende Handlung, einen zwar tollpatschigen, aber sehr sympathischen Reporter in der Rolle des Detektivs und in dem holländischen Theaterstar Pierre Bokma einen herrlich fiesen Bösewicht, der Katzen und Kinder gleichermaßen nicht leiden kann. Neben pfiffigen, zuweilen sogar anarchischen Dialogen, über die insbesondere auch das ältere Publikum schmunzeln kann, beeindruckt auch die Armada sprechender Katzen, die dank ausgefeilter Tricktechnik ähnlich perfekt agiert wie man das aus hochwertigen Hollywood-Produktionen gewohnt ist.“

„[...] Der verträumte Tibbe und das noch nicht „verblendete“ Mädchen Bibi werden indes zu Minuschs beherzten Verbündeten, um im solidarischen Kampf mit den Katzen der Stadt dem Bösewicht das Handwerk zu legen und den Kleinbürgern doch noch die Augen zu öffnen.
Dieses schöne Anliegen, sich ein Leben ohne Freundschaft und Herzenswärme nicht vorstellen zu wollen, verbindet „Die geheimnisvolle Minusch“ im Übrigen deutlich mit einem großen europäischen Kino-Vorbild: Wenn mit augenzwinkernder, lebenskluger Ironie das materialistische Leben konterkariert wird, dann könnte eigentlich jeden Moment auch ein älterer Herr mit Trenchcoat, Stockschirm und Pfeife freundlich lächelnd durch die beschaulichen Straßen der niederländischen Provinzstadt streifen – Monsieur Hulot lässt grüßen.“

## Auszeichnungen (Auswahl)
Der Film wurde international positiv aufgenommen und erhielt einige Auszeichnungen und Preise:
- CIFEJ-Award für den besten Spielfilm 2002 auf dem Montréal International Children's Film Festival.
- Goldenes Kalb für den besten Film 2002 (verliehen an Produzent Burny Bros).
- Goldenes Kalb für die beste Schauspielerin 2002 (verliehen an Carice van Houten).
- 1. Preis des Filmfestivals in Chicago in der Kategorie Bester internationaler Realfilm 2002.
- Bester internationaler Realfilm beim International Children's Film Festival in Hyderabad, Indien 2003.

## Trivia
- Im englischsprachigen Raum erschien der Film unter den Titeln Miss Minoes beziehungsweise Undercover Kitty.
- Minusch kleidet sich im Film fast ausschließlich in schwarz und grün. Die Kleidung hat sie nach ihrer Verwandlung „gestohlen“, wie ihre Tante Mohrchen empört feststellt. Die einzig andersfarbige Bekleidung, die Minusch im Film trägt, sind hellblaue Samthandschuhe, ein Geschenk Tibbes.
- Die Schauspielerinnen Plien van Bennekom und Bianca Krijgsman, die im Film zwei tratschlustige Nachbarinnen spielen, sind als Plien & Bianca ein bekanntes niederländisches Komikerduo.[8]
- Im Original wird Frau Pastor von einem Mann gesprochen. Im Deutschen wählte man jedoch eine Sprecherin.